# انتخابات ریاست‌جمهوری روسیه (۲۰۰۸)
انتخابات ریاست‌جمهوری ۲۰۰۸ روسیه در ۲ مارس ۲۰۰۸ برگزار شد و منجر به انتخاب دیمیتری مدودف به عنوان سومین رئیس‌جمهور روسیه شد. مدودف برای یک دوره ۴ ساله انتخاب شد، که نامزدی وی توسط رئیس‌جمهور فعلی ولادیمیر پوتین و پنج حزب سیاسی (روسیه متحد، روسیه عادلانه، حزب ارضی، قدرت غیرنظامی، حزب بوم شناختی روسیه و حزب سبزها) پشتیبانی شد، و او ۷۱ درصد آرا را به دست آورد. رقیب اصلی او گنادی زیوگانف از حزب کمونیست بود.
آزادانه بودن انتخابات مورد اختلاف بود و گروه‌های رسمی نظارت گزارشهای متناقضی را ارائه دادند. برخی گزارش دادند که انتخابات آزاد و عادلانه است، در حالی که برخی دیگر گزارش کردند که همه نامزدها از پوشش رسانه ای برابر برخوردار نبوده و با مخالفان دولت کرملین برخورد ناعادلانه ای صورت گرفته. گروه‌های نظارتی تعدادی بی‌نظمی دیگر را نیز یافتندگروه نظارت بر انتخابات اروپا PACE این انتخابات را «نه آزاد و نه عادلانه» توصیف کرد.
گروه نظارت بر انتخابات سازمان امنیت و همکاری در اروپا (OSCE) از نظارت بر انتخابات خودداری کرد به دلیل آنچه «محدودیت‌های شدید در ناظران خود توسط دولت روسیه» نامید، اتهامی که روسیه به شدت رد کرد و این تصمیم را «غیرقابل قبول» خواند.

## نامزدان
فهرست نامزدان بر اساس حروف الفبا (الفبا به زبان روسی است)
- اندری بوگدانف
- ولادیمیر ژیرینفسکی
- گنادی زیوگانوف
- دمیتری مدودف

## پویش
پس از انتصاب وی به عنوان معاون اول نخست وزیر ، بسیاری از ناظران سیاسی انتظار داشتند که مدودف به عنوان جانشین پوتین برای انتخابات ریاست جمهوری ۲۰۰۸ معرفی شودنامزدهای بالقوه دیگری مانند سرگئی ایوانف و ویکتور زابکوف نیز وجود داشتند ، اما در ۱۰ دسامبر ۲۰۰۷ ، رئیس جمهور پوتین اعلام کرد که مدودف جانشین ترجیحی وی است. چهار حزب حامی پوتین نیز مدودف را به عنوان نامزد خود در انتخابات اعلام کردند - روسیه متحد ، روسیه عادلانه ، حزب زراعت روسیه و قدرت غیرنظامی